# Lymantria rusticana
Lymantria rusticana este o specie de molii din genul Lymantria, familia Lymantriidae, descrisă de Erich Martin Hering 1927 Conform Catalogue of Life specia Lymantria rusticana nu are subspecii cunoscute.